# Golbah verme
A Golbah verme (angolul: Golbah's Pit) a Csillagok háborúja elképzelt univerzumának egyik krátere.

## Leírása
A Golbah verme a Geonosis nevű bolygón levő, nagyjából egy kilométernél szélesebb kráter, amelynek helyén korábban az úgynevezett Golbah-boly volt. Az Intergalaktikus Bank Klán (InterGalactic Banking Clan) a Golbah-bollyal gyártatta az IG-227 Hailfire-class droid tankokat. A gyárban levő nehéz körülmények miatt a geonosisi dolgozók fellázadtak Golbah ellen. A vezetőség úgy „oldotta meg” a helyzetet, hogy a gyárra kilőtt egy proton bombát. A geonosisi köznép fél beszélni erről az eseményről.
A gyárban végzett kémiai kísérletek miatt e verem mélyén buborékos, fekete, nyálkás pocsolya keletkezett. Amikor túlságosan felgyülemlik, egy része befolyik a Golbah verme melletti Ebon-tengerbe, ahol az elszabadult acklayok emiatt mutációkat szenvedtek, így alakult ki az úgynevezett mutáns acklay.

### Fordítás
- Ez a szócikk részben vagy egészben a Golbah's Pit című Wookieepedia-szócikk fordítása. Az eredeti cikk szerkesztőit annak laptörténete sorolja fel.